# Бускате
Бускате (італ. Buscate) — муніципалітет в Італії, у регіоні Ломбардія, метрополійне місто Мілан.
Бускате розташоване на відстані близько 510 км на північний захід від Рима, 31 км на захід від Мілана.
Населення — 4758 осіб (2012).
Покровитель — San Mauro.

## Демографія
Населення за роками:

Станом на 1 січня 2023 року в муніципалітеті офіційно проживало 336 іноземців з 31 країни, серед них 55 громадян країн Євросоюзу та 14 громадян України.

## Сусідні муніципалітети
- Арконате
- Кастано-Примо
- Куджоно
- Даїраго
- Інверуно
- Маньяго